# Alcool homoallylique
Un alcool homoallylique est un composé organique portant un groupe hydroxyle (alcool) en position homoallylique c'est-à-dire une position saturée sur un squelette moléculaire avoisinant une position allylique ou à deux liaisons d'un groupe alcène ou donc à deux liaisons d'une double liaison.
Les alcools homoallyliques sont des représentants importants de composés chimiques contenant des groupes fonctionnels homoallyliques. On les trouve fréquemment dans la synthèse de substances utiles du point de vue pharmaceutique,. Cela s'explique en partie par le fait qu'ils peuvent être préparés énantiosélectivement comme dans la synthèse d'alcools homoallyliques avec la réaction de Roush (de) et ainsi être utilisés pour former des stéréocentres. Un exemple en est la synthèse de la stévastéline B, un depsipeptide à effet immunosuppresseur. Ce composé est préparé par une réaction de Roush.

## Exemples
- CH2=CH-CH2-CH2OH : 3-butène-1-ol de numéro CAS 627-27-0 ;
- : 3-pentène-1-ol de numéro CAS 1576-95-0 qui possède deux stéréoisomères, le Z-3-pentène-1-ol et le E-3-pentène-1-ol qui est celui représenté dans l'image.